# Scrithacola kurramensis
Scrithacola kurramensis är en flockblommig växtart som först beskrevs av Siro Kitamura, och fick sitt nu gällande namn av Alava. Scrithacola kurramensis ingår i släktet Scrithacola och familjen flockblommiga växter. Inga underarter finns listade i Catalogue of Life.